# St. Jürgen-Kirche (Flensburg)

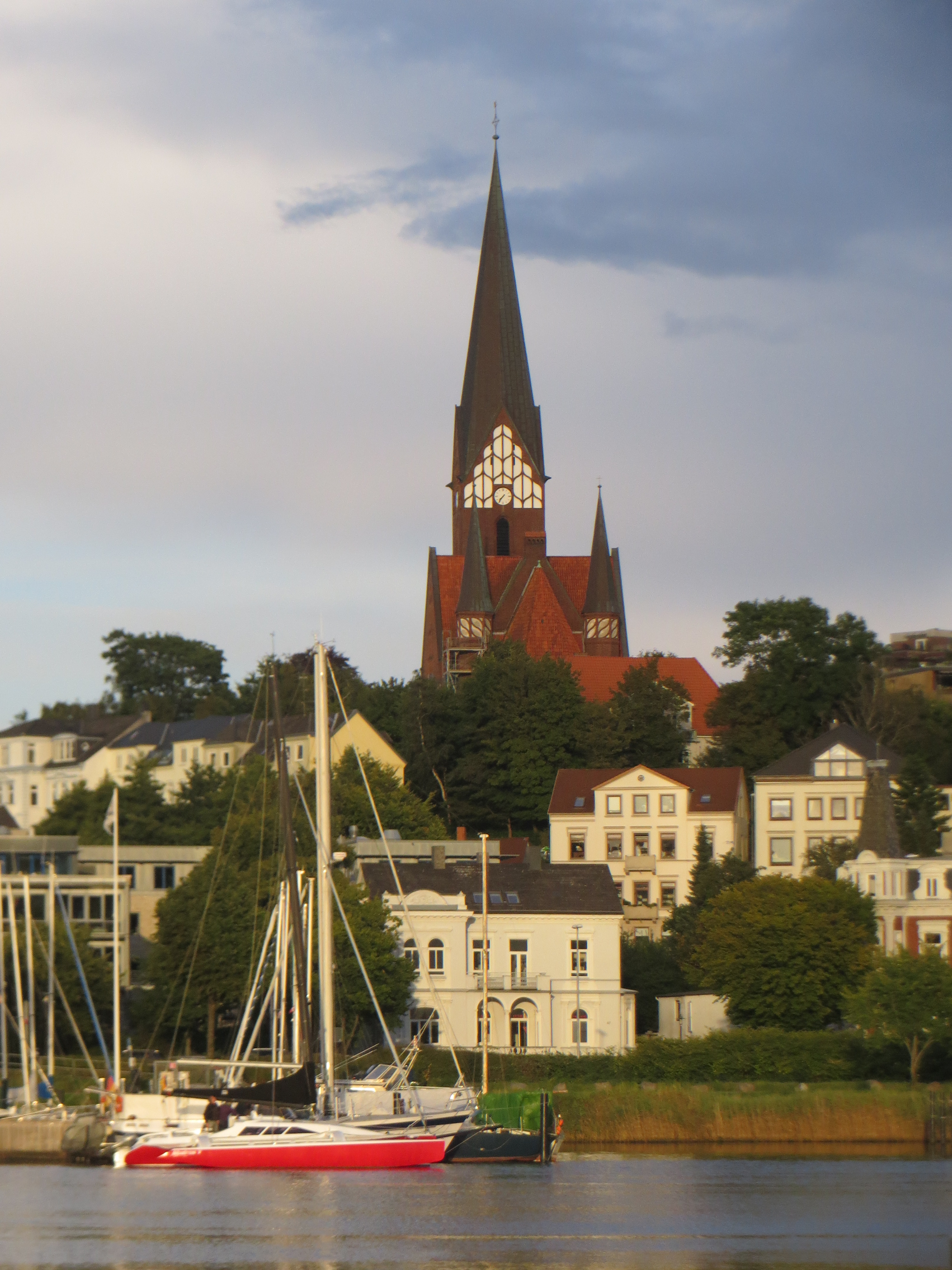
Die St. Jürgen-Kirche (erbaut 1903–1907) oberhalb des Hafens am Flensburger Ostufer

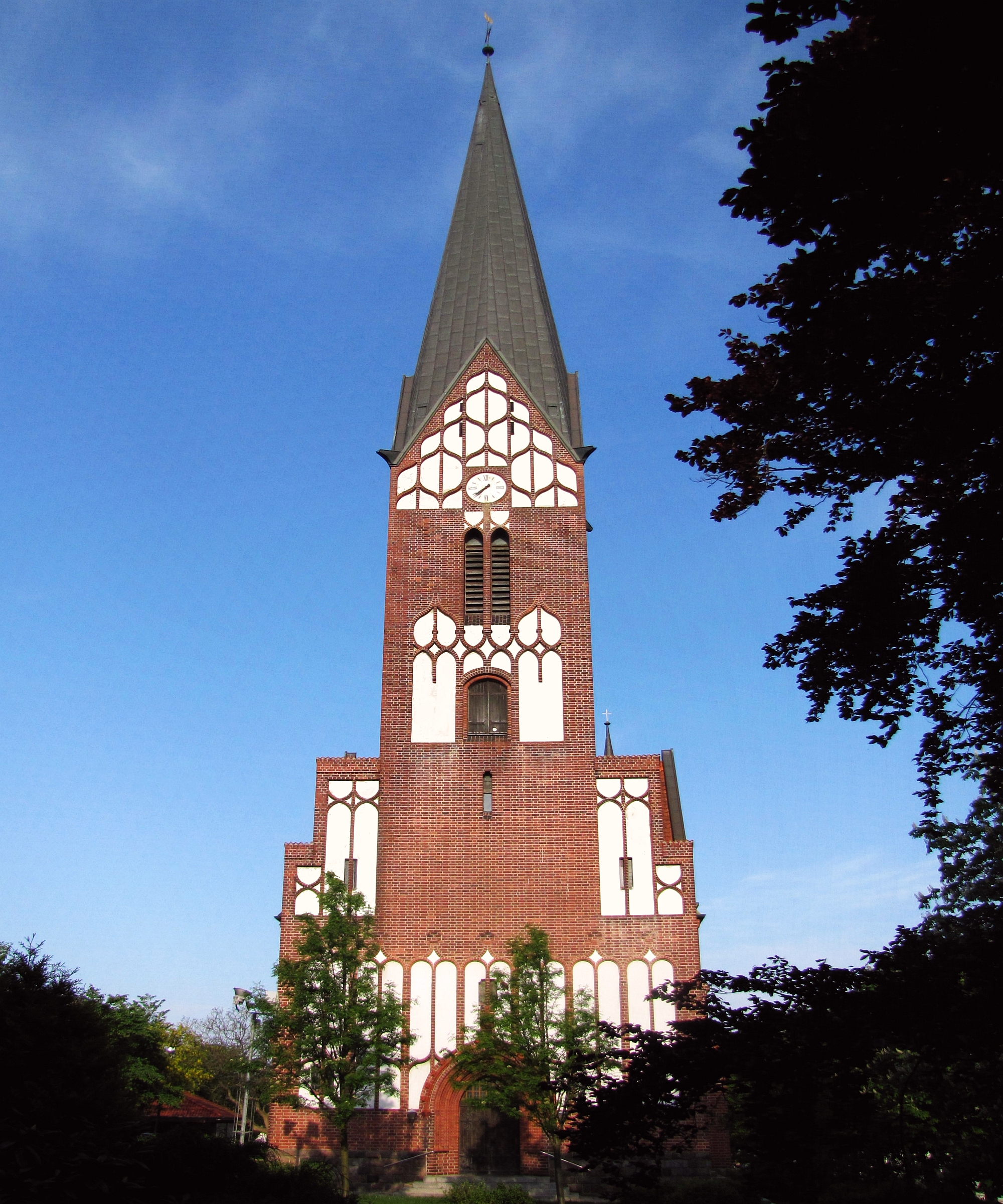
Die St. Jürgen-Kirche mit ihrem Haupteingang von der Westseite

Die St. Jürgen-Kirche ist eine evangelisch-lutherische Kirche im Stadtteil Jürgensby der Stadt Flensburg in Schleswig-Holstein. Die Kirche, in deren Umgebung auch Gemeindehaus und Pastorat zu finden sind, liegt bei der Jürgensgaarder Straße 1.

## Geschichte und Ausstattung
Die Gemeinde von St. Jürgen wurde am 1. Juli 1895 gegründet, womit man sich vom Kirchspiel Adelby löste. Da sie keine Kirche besaß, feierte die Gemeinde zunächst ihren Gottesdienst in der Heiliggeistkirche, die damals noch der St.-Marien-Gemeinde gehörte. Im Jahr 1900 kam es dann zur Eingemeindung vom Großteil von Jürgensby. Die Kirche wurde etwas später, in den Jahren 1903 bis 1907, an der Stelle des ehemaligen St.-Jürgen-Hospitals, eines mittelalterlichen Hospitals für Lepra- und Pestkranke, das aber schon lange vor dem Bau nicht mehr existierte, errichtet und nach dem heiligen Georg benannt – die norddeutsche Variante des Namens Georg lautet Jürgen.
Die St.-Jürgen-Kirche wurde vom Architekten Oskar Hossfeld nach Vorbildern der Backsteingotik entworfen. Die Bauleitung übernahm Alexander Wilhelm Prale. Die St. Jürgen-Kirche ist eine Wandpfeilerkirche mit Querhaus, einem polygonalen, von zwei Rundtürmen flankierten Altarraum im Westen und dem hohen, querrechteckigen, spitzhaubenbekrönten Glockenturm mit dem Hauptportal als Ostabschluss. Den Innenraum überspannt ein Netzgewölbe.
Über dem Haupteingang steht in Stein das Wort Jesu aus der Bergpredigt: Selig sind · die da hungert und dürstet nach der Gerechtigkeit · denn sie sollen satt werden (Mt 5,6 ). Die Kanzel der Kirche wurde um 1600 von Heinrich Ringerink gestaltet und befand sich zuvor in der Heiliggeistkirche. Im Blickzentrum steht der Altar mit seinem Neorenaissance-Retabel, das dem Stil der Kanzel angepasst wurde. Das Altarbild mit einer originellen Darstellung des Gleichnisses vom verlorenen Sohn stammt von Hans Peter Feddersen.
Die Orgel mit 28 Registern auf zwei Manualen und Pedal wurde 1976 von der Firma Detlef Kleuker in den neobarocken Prospekt von 1907 eingebaut und 2007 durch die Firma Heiko Lorenz saniert.
Einige der ursprünglichen Fenster der Kirche wurden im Juni 1945 durch das Explosionsunglück bei Kielseng, eine Munitionsexplosion im Flensburger Hafengebiet, zerstört.
Die Kirche ist mittlerweile eines der Kulturdenkmale von Jürgensby. Sie beherrscht heute zusammen mit dem Mürwiker Wasserturm im Stadtteil Fruerlund (erbaut 1961) sowie dem Hauptturm der Marineschule Mürwik (errichtet 1907/1910), die etwas weiter nördlich am Wasser in Mürwik liegt, das Ostufer der Stadt und wird daher bei zeichnerischen Darstellungen des Ostufers gerne als Wahrzeichen verwendet. Direkt gegenüber der Kirche und dem Gemeindehaus steht das Gebäude des Offenen Kanals Flensburg.
Im Jahr 2012 wurden Schäden festgestellt, die dazu führten, dass die Kirche einige Zeit lang nicht betreten werden durfte. Für die Sanierung werden seitdem Spenden gesammelt. Im August 2014 fand beispielsweise ein Sommerfest am Gemeindehaus statt und es wurde ein von Hans-Ruprecht Leiß gestaltetes Puzzle mit der über dem Hafen stehenden St.-Jürgen-Kirche für den guten Zweck verkauft. Am 15. März 2015 feierte die Gemeinde die Wiedereröffnung nach fast drei Jahren. Das Gewölbe wurde mit sechs Niro-Edelstahlstangen in zehn Metern Höhe im Jahr 2014 erfolgreich saniert, Schwamm und Moderfäule an acht Stellen wurde aufwändig entfernt. Maurer und Zimmerleute mussten neben etlichen Dachbalken auch große Stücke des Mauerwerks austauschen – das größte davon sechs Meter lang über zwei komplette Fenster an der Nordwand hinweg. In einer Ecke waren Fußhölzer und Schwellen so weich, dass man sie mit dem Finger eindrücken konnte. Insgesamt 650.000 Euro hat die Sanierung gekostet, mit 412.000 Euro trug der Kirchenkreis den größten Teil, der Rest wurde durch Spenden finanziert.

## Emporen
Die umlaufenden Emporen wurden dem Stil der historischen kanzel nachempfunden. Sie zeigen 20 große Bilder zum Neuen Testament, die von geschnitzten Figuren gerahmt sind, die die  christlichen Tugenden und die Lehrer der Evangelischen Kirche darstellen.  Unter ihnen befindet sich eine der seltenen plastischen Darstellungen des Schleswiger Reformators Schleswiger Reformators Hermann Tast. Sie wurde wohl zwischen 1903 und 1907 geschnitzt.[2].
Südempore:  Halbrelief St. Jürgen – Figur. „Dank“ – Bild: „Christi Geburt“ – Figur „Preis“ – Bild: „Das Jesuskind“ – Figur „Anbetung“ – Figur „Glaube“ – Bild: „Die Anbetung der Weisen“ – Figur „Liebe“ – Bild:  Christi Taufe – Figur:  Hoffnung – Bild: Petri Fischzug – Figur:  Weisheit – Bild: „Blindenheilung“ – Figur: „Gerechtigkeit“ – Der Hauptmann von Kapernaum – Figur „Treue“ – Bild: „Jairus Toechterlein“ – Figur „Mut“
Nordempore: Figur: „Ehre“ – Bild: „Einzug in Jerusalem“ – Figur: „Lob“ – Bild: Gethsemane – Figur: „Amen“ – Figur: „Ansgar“ – Bild: „Die Gefangennahme“ – Figur:  „Luther“ – Bild: „Die Dornenkroenung“ – Figur: „Melanchton“ – Bild: „Christus trägt sein Kreuz“ – Figur. „Bugenhagen“ – Bild. „Die Kreuzigung“ – Figur: „Herm. Tast“ – Bild: „Die Beweinung Christi“ – Figur: „H. v. Zuethphen“ – Bild: „Die Auferstehung“ – Figur: „Gustav Adolph“ – Bild: „Die Juenger in Emaus“ – Figur: „Claus Harms“ – Bild: „Die Himmelfahrt“ – Figur: „Wichern“ Bild: „Pfingsten“ – Figur: „Jensen“

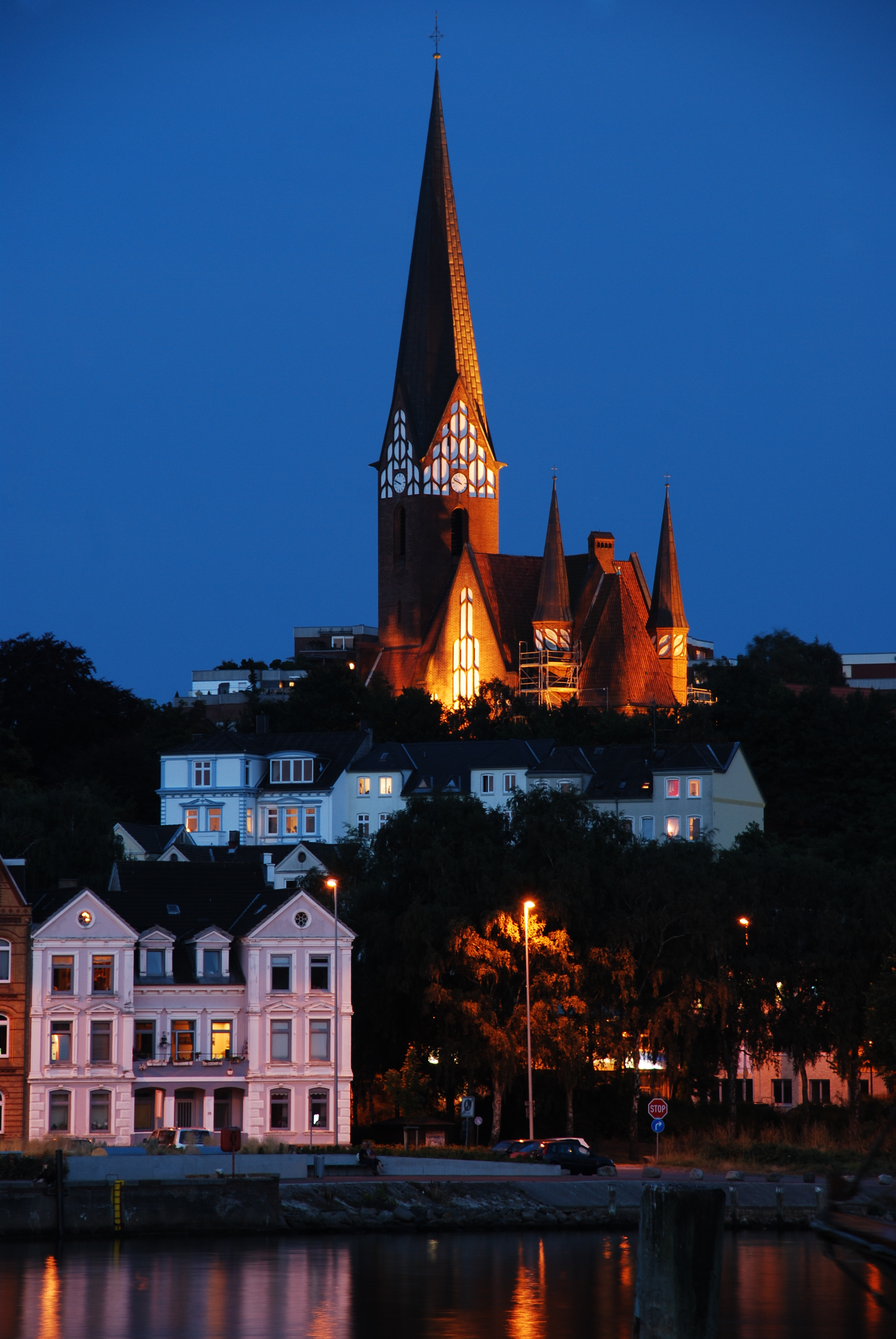
Die Kirche bei Nacht
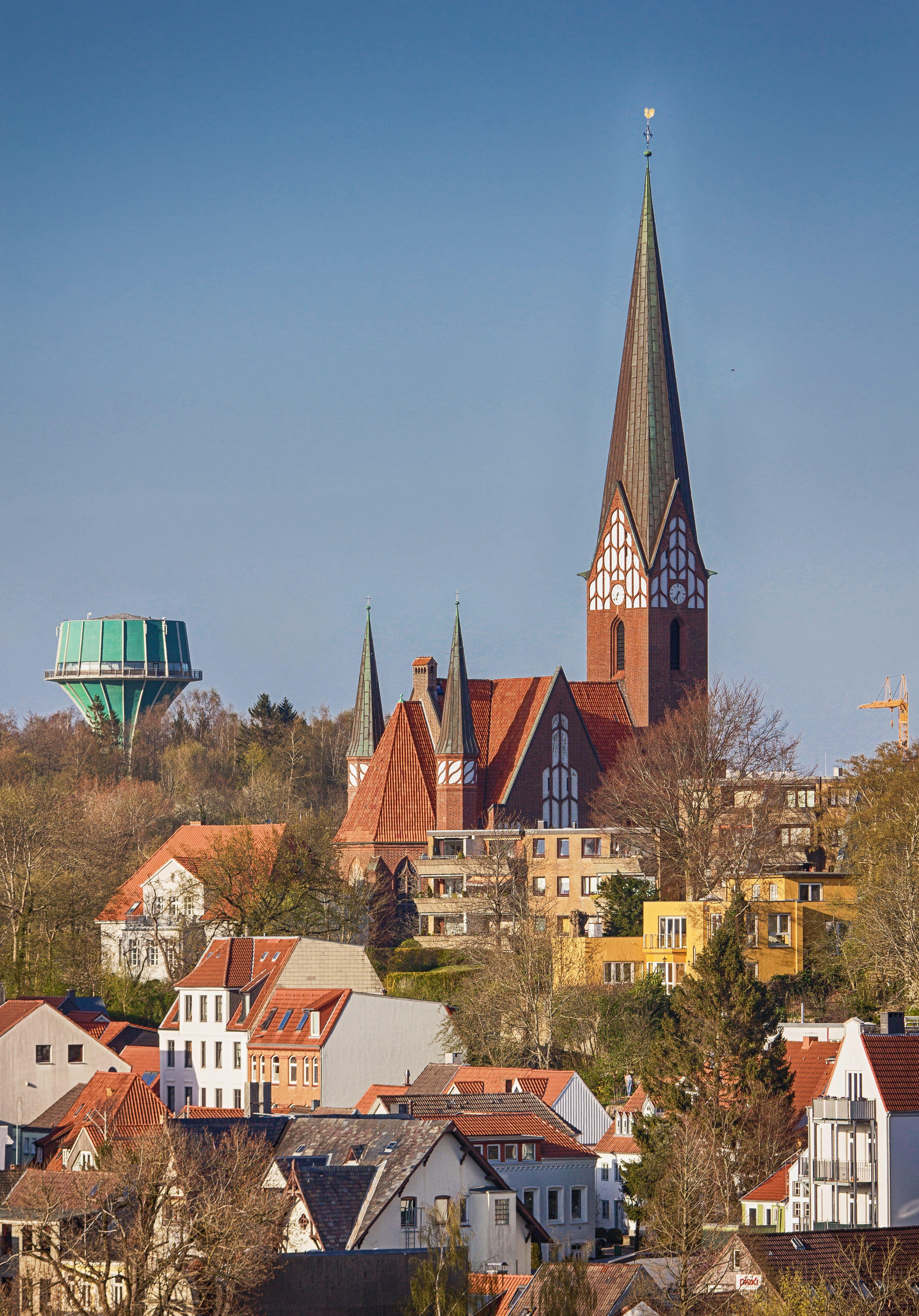
Die Kirche mit dem Mürwiker Wasserturm, der ebenfalls häufig das  Ostufer symbolisiert.
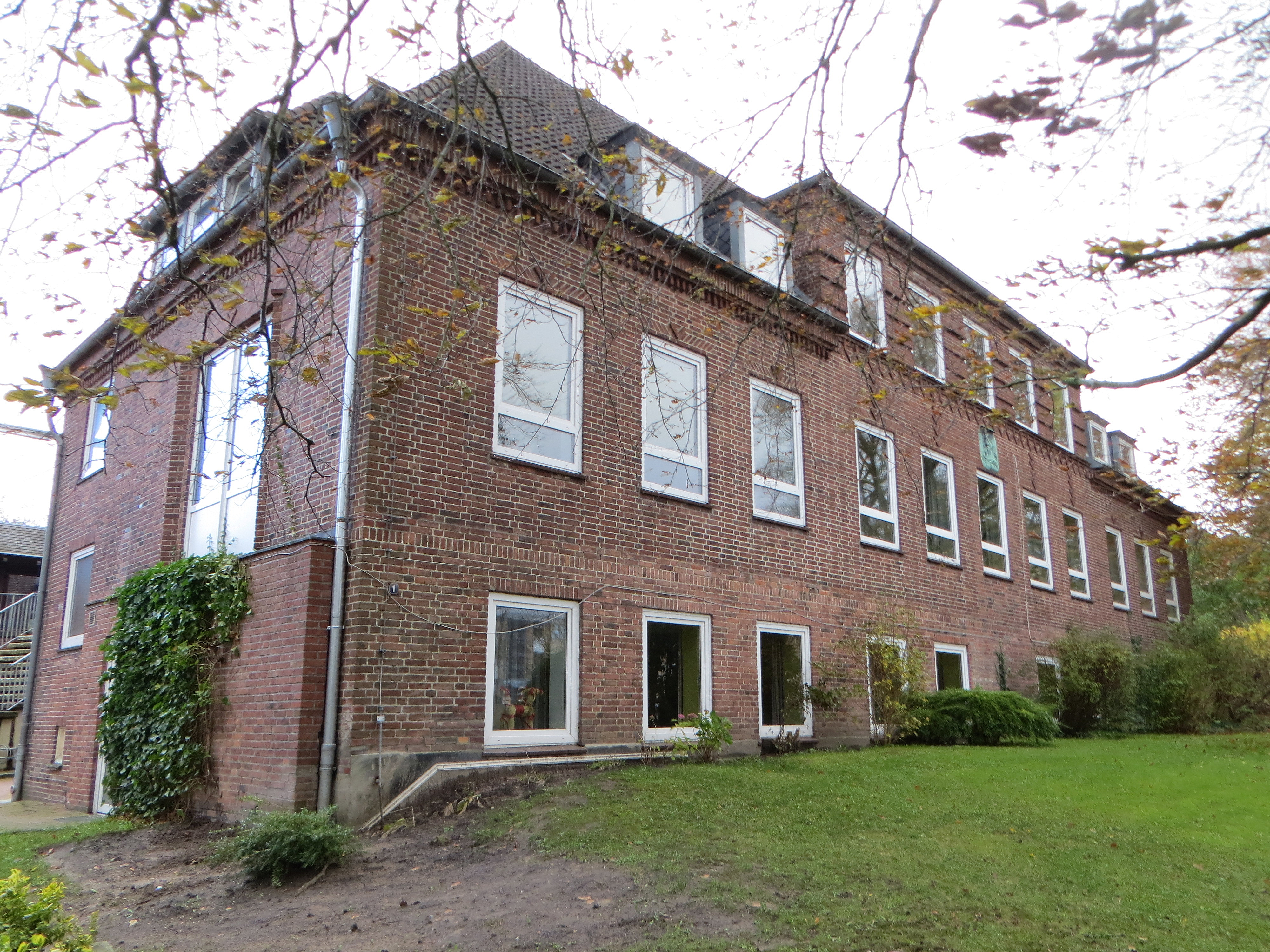
Das Gemeindehaus von St. Jürgen
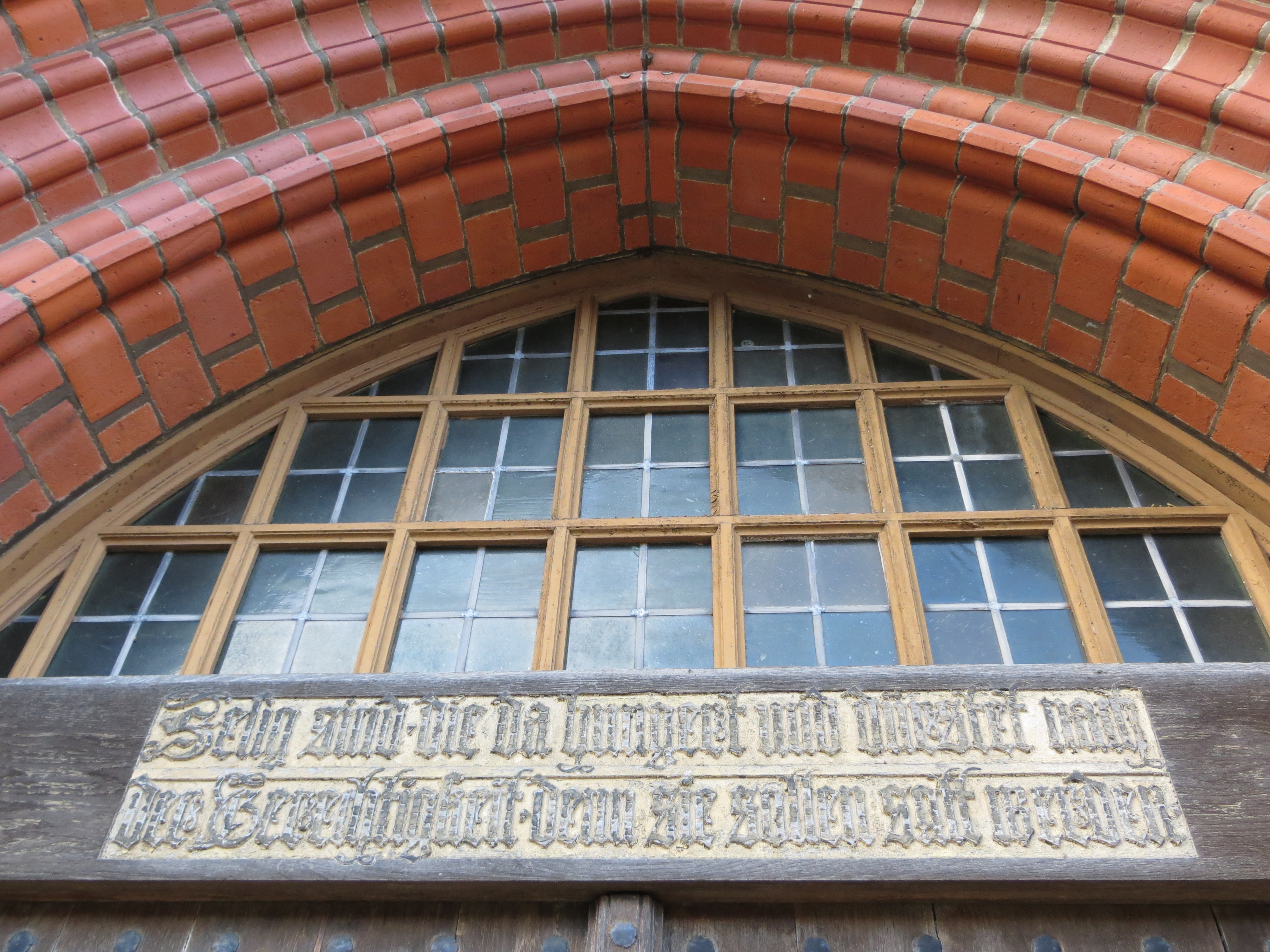
Bibelwort (Mt 5,6 LUT) über dem Hauptportal
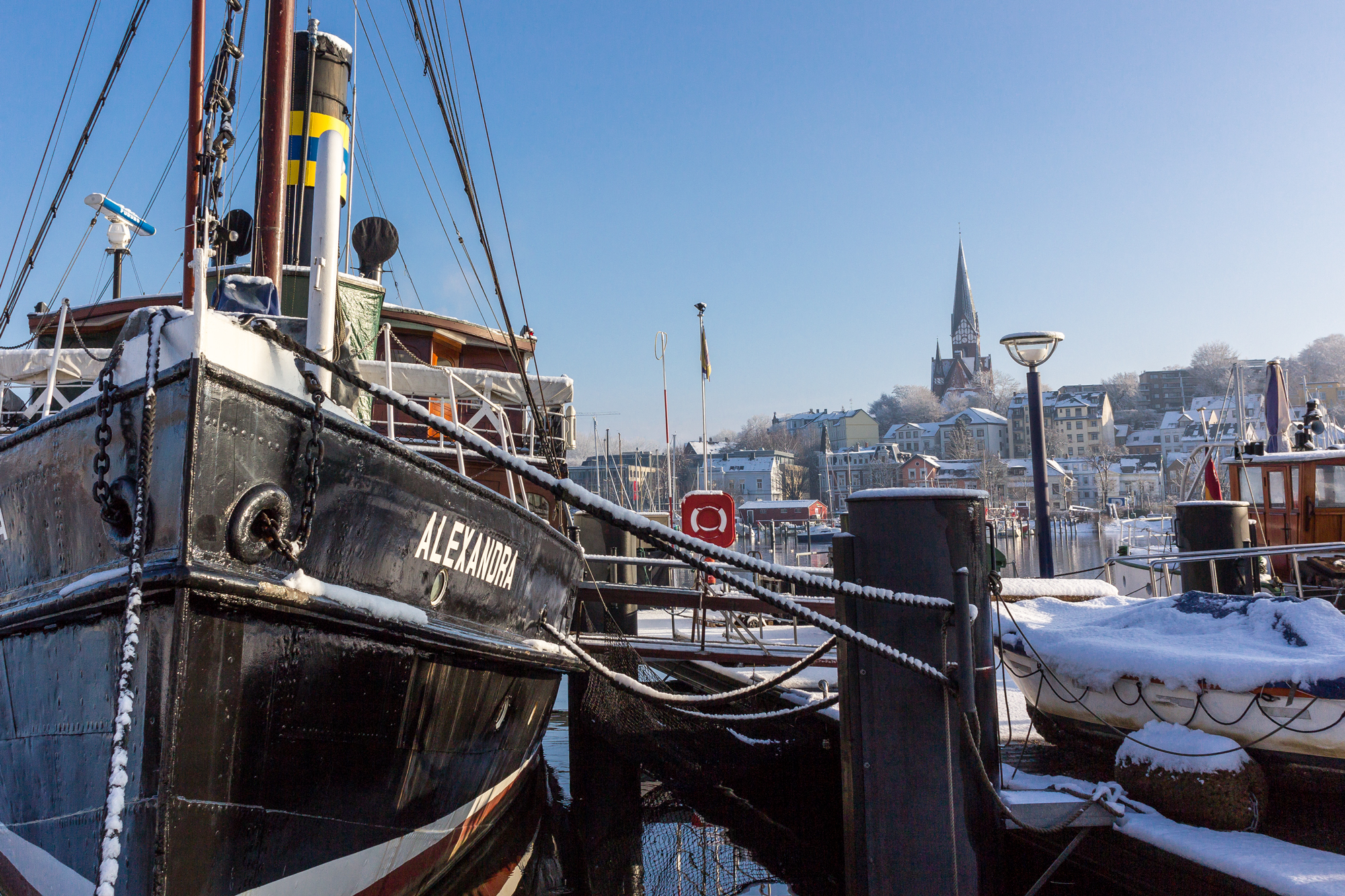
Das Museumsschiff Alexandra, im Hintergrund befindet sich die St. Jürgen-Kirche.
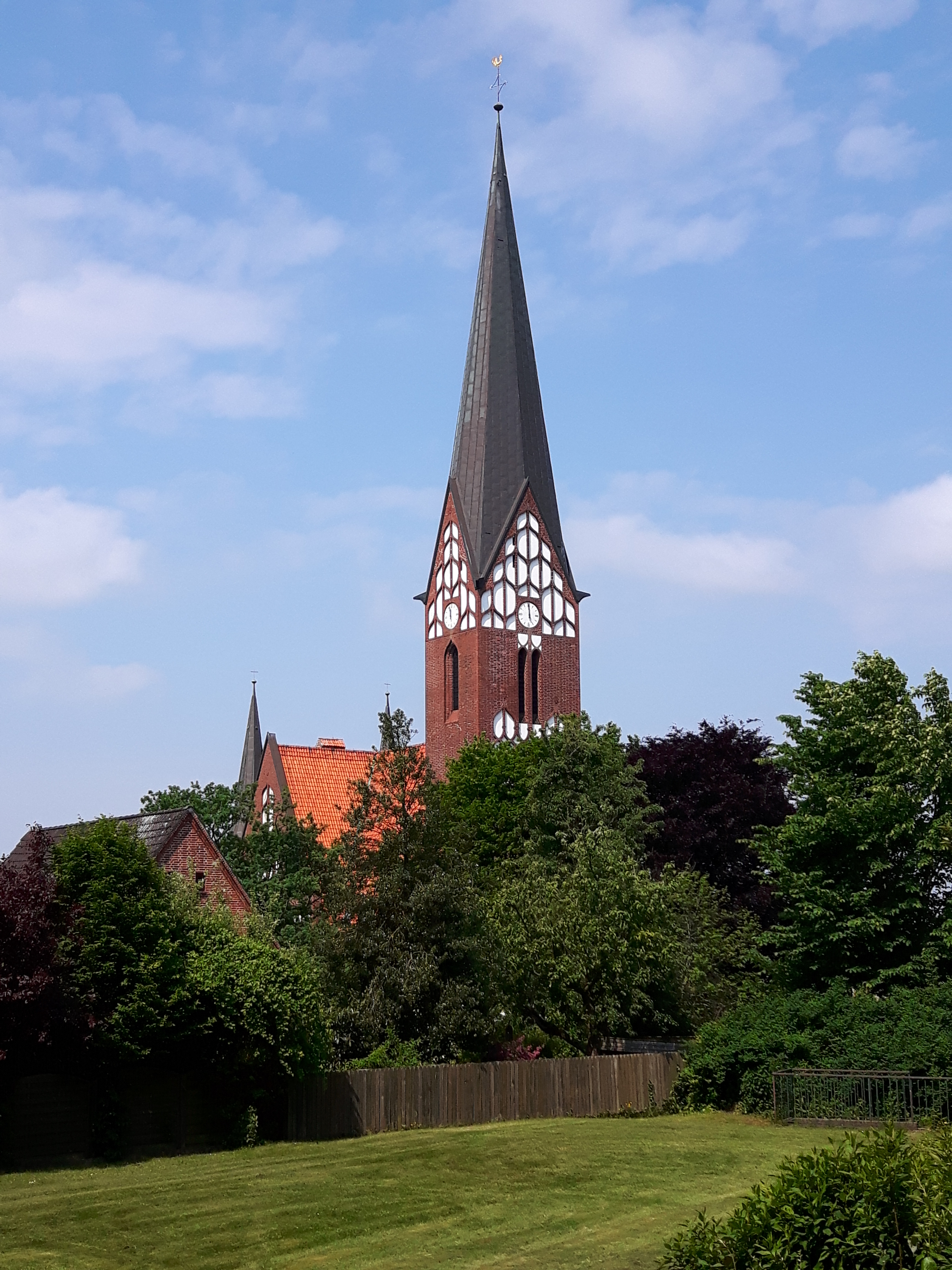
Sankt Jürgen Kirche (Westseite)